# Ночь бойца (фильм, 2009)
«Ночь бойца» — российский фильм, триллер режиссёра Душана Глигорова.

## Синопсис
16-летняя Лиза погружается в мир компьютерной игры.

## В ролях
- Анастасия Пронина в роли Лизы
- Нина Русланова в роли матери Лизы
- Евгений Цыганов в роли ангела смерти
- Алексей Панин в роли Бориса
- Владимир Стеклов в роли Кузьмича
- Сергей Чугин в роли Сэма
- Ричард Бондарев в роли полицейского

## Критика

### Кассовые сборы
При бюджете фильма 10 миллионов долларов США, ему удалось собрать лишь 205 тысяч долларов.

### Отзывы
До показа фильма в кинотеатрах, журнал Аргументы и Факты спекулировал на тему того, что может быть «нелепее», чем отечественнре кино про компьютерные игры, если сценаристы ранее писали фильмы жанра мелодрама. В конечном итоге высмеивая попытку создания в России фильма о компьютерной игре.
Игровой журнал «Игромания» дал фильму два балла из пяти. Сайт КГ-Портал также высмеял попытку режиссёра снять фильм о компьютерных играх. Кинокритик Badcomedian также раскритиковал фильм и дал ему низкую оценку.